# 谷正綱
谷正綱（1902年4月30日—1993年12月11日），字叔常，貴州安順人。中华民国政治人物。早年属於中国国民党改組派，晚年号称「反共鐵人」，但也擔任中華救災總會等職務。谷氏三兄弟（兄谷正倫，弟谷正鼎）同時擔任中國國民黨及中华民国政府要职。

## 生平
1902年3月23日，谷正綱生於貴州安順府祖宅。六歲就讀鄉塾，1910年入高等小學。1916年，谷正綱考入貴州貴陽省立南明中學，1919年，谷正綱畢業，亦受新文化運動等新思潮影響。
1922年，在大哥谷正倫的資助下，與弟弟谷正鼎於秋季八月經上海、東京後遠赴德國留學，考入柏林工業大學，攻讀機械工程。在德留學期間，有感於政局紛亂，工業救國緩不濟急，乃轉入柏林大學哲學系。1924年，谷正綱乃加入中國國民黨駐德總支部，介紹人為李毓九和弟弟谷正鼎。谷正綱同時也與留學德國的中國學生時相往來，如段書貽、毛子水、姚從吾、羅家倫、俞大維等等。1925年秋天，谷正綱也從柏林大學畢業。在獲得國民黨經費援助和推薦後，於1926年3月時，奉黨中央委員會之命，赴蘇俄莫斯科中山大學研究革命理論，同行者有谷正鼎、王啟江、李毓九、蕭贊育等人。
1926年12月，奉黨中央電召，自莫斯科兼程返國，時北伐軍已推進至武漢、九江，南昌成為軍事指揮重鎮，惟江浙京滬尚在孫傳芳之手，在上海登岸後沿長江而下，經南京至武漢，再轉九江至南昌，謁蔣中正，奉派任中央青年部秘書。1927年2月，派谷正綱為籌備粵漢鐵路特別黨部特派員，主導清黨。4月118日，國民政府定都南京，隨後在5月5日派谷正綱與羅家倫為中央黨務學校籌備委員，後任校訓育處副主任。1928年3月，中國國民黨第三次全國代表大會在南京召開，谷正綱與長兄谷正倫分別以地區代表身分參加，谷正綱因反對三全大會指派代表辦法，被免除中央黨務學校訓育處副主任職務。四月他參加了陳公博、顧孟餘结成的「改組派」。1931年，蒋介石软禁胡漢民，反蒋派在广州召开非常会議，谷正綱参加，在北平、天津活動。
1931年，出席國民會議，參與制定中華民國訓政時期約法。11月，谷正綱当选中国国民党第四届候補中央執行委員。1932年1月，谷正綱出任中央組織部副部長，於3月2日出席中國國民黨第四屆第二次中央委員全體會議，是次會議討論關於國難時期臨時黨務工作綱要案，推谷正綱、段錫朋、甘乃光、鄧飛黃、李敬齋、陳立夫、周啟剛七同志審查。1933年谷正綱在南京擔任立法委員。1934年12月，被任命为国民政府實業部常務次長，於是年11月與王美修結婚。1935年11月，升任中国国民党第五届中央執行委員、常務委員、組織部副部長。1937年抗日战争爆发後，被任命为国民政府軍事委員会第五部副部長。1938年6月，任三民主義青年团中央臨時幹事会常務幹事。此外还任中国国民党浙江省党部主任委員兼第三战区政治部主任。
1939年11月，谷正綱被任命为中国国民党中央社会部部長，负责战時的社会福祉事業。1940年10月，该部移交国民政府管理，设国民政府社会部，谷正綱继续担任国民政府社会部部長，此後一直任至1949年）3月。
1941年，元旦谷正綱擔任元旦勞軍大會主席，發表演說勗同胞勇往直前、迎接勝利;同年舉辦出錢勞軍競賽，谷正綱亦於會上致開會詞。日軍轟炸重慶，谷正綱處理救助傷患事宜。1944年，日軍在豫湘桂会战中，在廣西、貴州邊境的进攻造成大量中国軍民傷亡，谷正綱親赴前線撫輯流亡，歷時两個多月。
1945年5月，谷正綱当选中国国民党第六届中央執行委員兼常務委員，兼任中国国民党中央農工委員会委員長。同年7月至8月，暂任国民政府農林部部長。
第二次国共内战期間，谷正綱担任中国国民党中央社会部部長。1947年4月23日，國民政府准免社會部部長谷正綱本職；特任谷正綱為行政院政務委員，兼社會部部長。:83404月25日，中國國民黨中常會決議組織中央合作指導委員會，定陳立夫、谷正綱、趙仲容、王世穎、陳果夫等為該會當然委員，吳鐵城、馬超俊、蔣經國、蕭錚、錢天鶴、樓桐蓀、于樹德、陳仲明為委員，即依組織規程成立，並推定陳立夫為主任委員，王世穎為總幹事:8341。5月1日，上海總工會在跑馬廳舉行「上海市勞工節慶祝大會」，社會部部長谷正綱、上海市市長吳國楨、警備司令宣鐵吾等出席:8346。
谷正綱历任最高经济委員会委員、綏靖区政務委員会委員、制憲国民大会代表、行憲国民大会代表。1949年1月，蒋介石被迫下野。2月17日，谷正綱與張道藩赴奉化縣溪口鎮:153。3月，谷正綱辞任社会部部長。8月27日，蔣與谷正綱談雲南、貴州政情:239。此后轉進台湾。
到台湾後，1950年1月，行政院局部改組，轉任內政部部長，院長為閻錫山。兼任中國大陸災胞救濟總會理事長。3月1日，蔣中正復行視事。閻內閣總辭。陳誠奉命組閣，谷正綱辭去內政部部長，獲聘為總統府國策顧問。谷正綱担任中國大陸災胞救濟總會理事長，任内處理了韓戰反共義士、大陳義胞、北越僑胞、泰北難民等诸多事宜。　1950年8月，谷正綱任中国国民党中央改造委員会委員兼特別党務組組長，对中国国民党的組織进行改革。1951年，获聘为总統府国策顧問。1952年，当选中国国民党第七届中央委員，此後至第十二届连任。
1954年1月，谷正綱被任命为国防部参謀次長。1954年8月，任亚洲自由国家聯合反共聯盟中国总会理事長。1959年10月，任國民大會秘書長。1966年，任國民大會憲政研討委員会副主任委員。1967年，任世界人民反共聯盟主席，翌年改任荣誉主席。
1980年，谷正綱被蔣經國聘為總統府資政。在中国国民党内，1988年任第十三届中央評議委員，第十四届连任。
1993年12月11日，谷正綱在台北市病逝。享耆壽92岁。12月23日，安葬於台北縣萬里鄉（今新北市萬里區）的金寶山景觀墓園。

## 家庭
生有二女五子，分別為谷多儀、谷多齡、谷家泰、谷家華、谷家嵩、谷秀衡、五子谷家恒，分別以中國的五嶽命名，且其中有四位博士，一位碩士。
長子谷家泰，台灣國立成功大學電機工程學士，後至美國留學，於羅格斯大學取得電機工程碩士，匹茲堡大學取得電機工程博士。曾任王安電腦台灣區總經理、吉悌電信公司總裁，並曾擔任遠傳電信董事長徐旭東特別助理。四子谷秀衡曾擔任惠氏藥廠總裁，於2005年2月19日意外過世。五子谷家恆，台灣國立台灣大學機械工程學士，後至美國聖母大學取得機械工程碩士，博士學位。於1993年奉教育部創設國立高雄技術學院，並擔任校長一職。1998年國立高雄技術學院改名為國立高雄第一科技大學擔任首任校長，曾任中國科技大學校長。

## 著作
- 谷正綱編，世盟重要文獻，台北市：世界反共聯盟中華民國分會，1967年
- 谷正綱，發揚胞愛精神團結反共力量，台北市：中國大陸災胞救濟總會，1973年
- 谷正綱，為人類自由而奮鬥：世盟榮譽主席谷正綱博士言論選集，世盟榮譽主席谷正綱言論選集編委會，1985年

## 軼事
- 谷正綱晚年有演講癖，一口貴州口音鬧出不少笑話。最著名的是他主持世盟大會時，以英語致歡迎詞說「世界反共聯盟」是一個「people to people」（人民對人民），而不是「government to government」（政府對政府），結果很多人把他的英文聽成「屁股對屁股」、「肛門對肛門」，流傳至今。[10]:160

據李敖稱，谷正綱晚年已經年老昏聵。對外不得不由張建邦代他出馬了。但谷正綱自己不知道，每天還照樣上班，只是感到公文少了，大叫公文太少，批得不過癮。他的手下乃假造大量公文給他批。另一方面，變態心理學上的「辨識力喪失」，谷正綱也有份了。他去南美洲時，因見到南美景色有些頗似中國西北，他神經就來了。下飛機時就奇怪問：「宗南為何不來接？」不知道「西北王」胡宗南已經死在台灣了。在南美時，當王昇接他並提醒他「我是王昇」的時候，他很有禮貌的告訴王昇：「王昇嗎？我知道他，禍黨禍國，是個壞蛋！」有一次他握住麥克風，忽然說：「梁永章（曾任中國國民黨臺灣省黨部主任委員），是我一手提拔的人，是靠貪贓枉法起家的」而梁永章正坐在他身旁。
谷正綱下飛機時，常常說：「安順到了，安順到了。」顯然以為臺北是貴州安順。回家時候，常常上錯樓。鄰居開門，他會怒責：「為什麼你在我家！」氣得敲門敲破手，醫生診治時，他抱怨說：「是門打的！」
- 據吳炳鍾告訴李敖，有一次他陪谷正綱逛美國狄斯奈樂園，谷正綱見到人多，就徵詢吳炳鍾意見，問說「Shall I give a speech？」（我可以來篇演說嗎？）弄得吳炳鍾哭笑不得。[13]有次谷正綱對外賓演講，唸講稿時不小心把唸過的一張又放在待唸的下一張上面，因此又照唸不誤，唸到一半，才發現越唸越不對勁，乃說「不對阿！這張已經唸過了」。[14]
- 谷正綱的演講癖，蔣經國也注意到。蔣經國於1978年7月22日的日記中寫道:「谷正綱講話太多，而且往往語無倫次，大家皆厭之、惡之，而他自己則得意洋洋，可悲。」[10]:160不過蔣經國最在乎得還是谷氏胡搞蠻纏非要出任國民大會議長，1978年9月10日日記記載：「年過八十亦有近九十者，並已有相當高的社會和政治地位，可是發覺他們的政治慾望、名利觀念，還是非常的熱衷和強烈，尤其念念不忘彼此的恩恩怨怨，可嘆人的本性真的無法改變耶！」[10]:160-161

## 延伸阅读
- 李正寰編，谷正綱先生與救總，台北市：中國災胞救助總會，1991年
- 中國災胞救助總會編，谷正綱先生與救總，台北市：中國災胞救助總會，1991年
- 谷正綱年譜編輯委員會編，谷正綱先生年譜，台北市：谷正綱年譜編輯委員會，1998年
- Freedom for all Mankind, Taipei, Taiwan ROC, WACLROC, 1984
- 國民大㑹秘書長谷正綱傳記, 陳滄海、陽智傑 ,立法院議政博物館 ,ISBN 978-986-03-9162-6,  2013年

| 前任：（創設） | 社会部部長1940年10月—1949年3月 | 繼任：（废止） |

| 前任：盛世才 | 農林部部長1945年7月—8月 | 繼任：周詒春 |

| 前任：李漢魂 | 内政部部長1950年2月6日—3月16日 | 繼任：余井塘 |